# Félix de Azúa
Félix de Azúa Comella (* 30. April 1944 in Barcelona) ist ein spanischer Lyriker, Romancier und Literaturwissenschaftler, der 1987 mit dem Herralde-Romanpreis ausgezeichnet wurde.

## Leben

### Studium, Hochschullehrer und dichterisches Werk
Félix de Azúa absolvierte zunächst ein Studium der Philosophie an der Universität Barcelona sowie später der Publizistik und Politikwissenschaft an der Universität Complutense Madrid. Er war als Professor an der University of Oxford sowie der Universität des Baskenlandes in Donostia-San Sebastián tätig. Später war er Professor für die Theorie der Ästhetik an der Universität Barcelona und verfasste ferner Artikel für Tageszeitungen wie La Vanguardia sowie El País.
Seine schriftstellerische Laufbahn begann er als Dichter der sogenannten „Generation der Neuesten“ (generación de los novísimos), die Ende der 1960er Jahre einen Bruch und Erneuerung der Dichtung Kastiliens herbeiführte. Er gehörte neben Pere Gimferrer, Vicente Molina Foix, Leopoldo María Panero, Guillermo Carnero und Ana María Moix zu den Autoren, deren Gedichte in der von Josep Maria Castellet herausgegebenen Anthologie Nueve novísimos poetas españoles (1970) erschienen und die von einer Ablehnung der Ästhetik der vorherigen Dichtergenerationen geprägt waren. Diese neuer Dichterbewegung unterschied sich durch ihren erklärten Ästhetizismus und die Sensibilität für neue Bereiche sowie eine freiere, spielerischere, ideologiefreie Konzeption der Poesie, aber auch den elitären Geschmack für ausländische Autoren und Themen. Weiterhin war diese Bewegung durch Metaphern sowie neue Mythologien oder modernen Alltagsrealitäten geprägt, die durch Massenmedien geschaffen wurden. Zu seinen lyrischen Werken gehören Cepo para nutria (1968), El velo en el rostro de Agamenón (1970), Edgar en Stephane (1971), Lengua de cal (1972), Pasar y siete canciones (1978) und Siete poemas de la farra (1983).

### Romancier
Seine Erzählungen waren durch einen präzisen, sehr raffinierten Stil geprägt, der sich durch die Beschreibung von Szenarien, Situationen und Charaktere entwickelte. Sein 1972 erschienener Roman Las lecciones de Jena befasste sich mit der Frage der inneren Spaltung und dem Konflikt zwischen Reflexion und Aktion, Theorie und Schicksal, der Polarität der ursprünglich in der Familie verkörperten Welt und der Enteignung der Schuld. Eigentlicher Protagonist des Romans ist jedoch eine Sprache, die effektive ironische Töne nutzt und kaum zwischen dem Erzähler, dem Dialog der Charaktere und dem inneren Monolog des Protagonisten unterscheidet. Die Zeichen, Leerzeichen und Szenen sind einfache Verweise auf die Rede, die das strukturelle Schema des Romans abdeckt. Dieser Erzählstil, der von einer besonderen Sensibilität für die Kultur der deutschen Romantik und der Erneuerung des Einflusses von Pausen geprägt ist, war durch die frühen Romane von Juan Benet beeinflusst.
Die folgenden Romane Las lecciones suspendidas (1978) und Última lección (1981) erweiterten und vertieften seine Suche nach stilistischer Ironie und intellektueller Strenge. Erst mit dem 1984 veröffentlichten Roman Mansura erfolgte eine schriftstellerische Veränderung Félix de Azúas. In dieser Version der mittelalterlichen Chronik Jean de Joinvilles über die desaströse Belagerung von al-Mansura erzählte er diese Ereignisse aus der Sicht eines imaginären Kreuzritters aus Katalonien im Heiligen Land im 13. Jahrhundert. Der Text, der weniger flüssig als die bisherige Arbeitsweise war, stellte Fragen nach dem Sinn der Originalität und Plausibilität, der Helden und Handlungen, des Krieges und der Rückschläge. Das Buch ist eine detaillierte Darstellung einer Stadt und einiger besonderer Jahre der Geschichte Spaniens.
Sein 1986 erschienener Roman Historia de un idiota contada por él mismo o el contenido de la felicidad (deutsch: Geschichte eines Idioten von ihm selbst erzählt oder vom Wesen des Glücks) gilt als sein stärkstes und erfolgreichstes Werk. Danach ist die Lebensgeschichte des Protagonisten nichts anderes als die radikale Verweigerung jedes gewünschten oder versprochenen Glücks in einer grausamen und kleinen Welt. Der ungenannte Ich-Erzähler weiß im gesamten Text nicht wirklich, ob man das Glück simulieren kann oder sich auf eine nutzlose, „idiotische“ Suche danach begeben muss, und nimmt deshalb beide Haltungen zugleich an. Der Roman ist sowohl absichtlich provokant als auch stellenweise nach Ansicht des Ich-Erzählers ohne jegliche Absicht komisch. In seinem kontinuierlichen Streben nach Glück unternimmt der Protagonist einen Ausflug in die Welt der Politik und Literatur und zeichnet eine Darstellung der jeweiligen Zeit und deren Vertreter. In dem von Francesc Arroyo verfassten Nachwort mit dem Titel „Wie unglücklich man ist, nachdem man dieses Buch gelesen hat“ (‚De cómo ser infeliz tras haber leído este libro‘) versucht dieser die Leser davon zu überzeugen, dass der Roman nicht autobiografisch und die Charaktere imaginär seien.
Sein 1986 veröffentlichter Roman Diario de un hombre humillado, der die Geschichte der banalen Intimität eines unscheinbaren Mannes erzählt, wurde 1987 mit dem Herralde-Romanpreis ausgezeichnet. Anschließend erschienen Cambio de bandera 1991 (deutsch: Fahnenwechsel) und Demasiadas preguntas 1994, eine Geschichte über einen Demokraten in der Zeit des Franquismus. Sein Romanzyklus wurde 2000 abgeschlossen durch Momentos decisivos, der die Geschichte des Lebens über vier Generationen in Katalonien erzählte.